# Imprimi potest

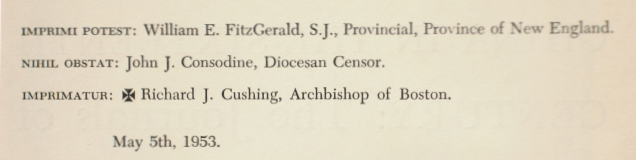
Un Imprimi potest accordé en 1953

L’Imprimi potest (latin pour « peut être imprimé »)  accordé par le supérieur majeur d'un institut religieux catholique est une déclaration que le contenu du livre écrit par un religieux sous sa juridiction ne contient rien qui soit contraire à la foi et morale catholique. Anciennement l’expression courante était Cum permissu superiorum.  
L’article 832 du code de droit canon (de 1983) dispose que tout membre d’un institut religieux doit obtenir la permission de son Supérieur majeur avant de publier un livre. Ce supérieur ne donnera sa permission qu’après avoir chargé un ou plusieurs censeurs d'examiner le manuscrit et l’avoir informé de ce que rien, du point de vue de la morale ou de la foi chrétienne, ne s’opposait à sa publication (donnant ainsi son Nihil obstat) .  Cela ne veut en rien exprimer un accord du supérieur avec les thèses ou idées de l’écrivain.
L'approbation finale revient à l’Ordinaire du lieu de publication, généralement l’évêque du diocèse (ou son délégué) qui donne son imprimatur (latin pour « qu’il soit imprimé »). Tout évêque, comme pasteur du troupeau qui lui est confié, doit veiller à l’intégrité de la foi et morale catholique dans son diocèse. L’imprimatur est une manière d’exercer cet aspect de son magistère. Les articles 822 à 832 du droit canon lui donnent les moyens d’intervenir.